# Učiteljica klavirja (film)
Učiteljica klavirja (francosko La Pianiste, nemško Die Klavierspielerin) je koprodukcijski erotični psihološki dramski film iz leta 2001, ki ga je režiral in zanj napisal scenarij Michael Haneke ter temelji na istoimenskem romanu Elfriede Jelinek iz leta 1983. V glavnih vlogah nastopajo Isabelle Huppert, Annie Girardot in Benoît Magimel. Zgodba prikazuje neporočeno učiteljico klavirja na dunajskem konservatoriju Eriko (Huppert), ki živi pri svoji materi v stanju čustvene in spolne neuravnoteženosti ter se spusti v sadomazohistični odnos s svojim študentom. V avstrijsko-francoski koprodukciji je Haneke dobil priložnost za adaptacijo romana po tem, ko so projekti Valieja Exporta in Paulusa Mankerja propadli zaradi finančnih težav.
Film je bil premierno prikazan 14. maja 2001 na Filmskem festivalu v Cannesu, kjer je bil nagrajen z drugo najprestižnejšo nagrado Grand Prix ter nagradama za najboljšega igralca (Magimel) in igralko (Huppert). V francoskih kinematografih je bil premierno prikazan 5. septembra, v nemških pa 11. oktobra. Naletel je na dobre ocene kritikov. Osvojil je evropsko filmsko nagrado za najboljšo igralko (Huppert), nominiran pa je bil še za najboljši film in scenarij. Osvojil je še nagrado César za najboljšo stransko igralko (Girardot), nominiran je bil še za najboljšo igralko (Huppert) ter nagradi BAFTA in Independent Spirit za najboljši tujejezični film. Isabelle Huppert je osvojila še nagrado za najboljšo igralko San Francisco Film Critics Circle ter zasedla drugo mesto ob podelitvi nagrad Los Angeles Film Critics Association in National Society of Film Critics.

## Vloge
- Isabelle Huppert kot Erika Kohut
- Benoît Magimel kot Walter Klemmer
- Annie Girardot kot mati
- Susanne Lothar kot ga. Schober
- Udo Samel kot dr. Blonskij
- Anna Sigalevitch kot Anna Schober
- Cornelia Köndgen kot gdč. Blonskij